# The Falcon and the Snowman
The Falcon and the Snowman är ett soundtrack av Pat Metheny Group till filmen Falken och snömannen. Det släpptes i maj 1985. David Bowie medverkar som sångare på låten "This Is Not America".

## Låtlista
Alla låtar är skrivna av Lyle Mays & Pat Metheny om inget annat anges.
1. "Psalm 121 / Flight of the Falcon" – 4:09
2. "Daulton Lee" – 5:59
3. "Chris" – 3:21
4. "The Falcon" – 5:02
5. "The Is Not America" (Lyle Mays/Pat Metheny, text David Bowie) - 3:55
6. "Extent of the Lie" – 4:18
7. "The Level of Deception" – 5:49
8. "Capture" – 4:03
9. "Epilogue (Psalm 121)" – 2:16

## Medverkande
- Pat Metheny – gitarrsynt, akustisk gitarr, elgitarr
- Lyle Mays – synthesizer, piano
- Steve Rodby – kontrabas, elbas
- Paul Wertico – trummor, slagverk
- Pedro Aznar – sång (spår 2, 4)
- National Philharmonic Orchestra under ledning av Steve Rodby (spår 1, 6–8)
- Ambrosian Choir under ledning av John McCarthy (spår 1, 9)
- David Bowie - sång (spår 5)